# 瓦西涅
48°34′34″N 32°42′48″E / 48.57611°N 32.71333°E
瓦西涅（烏克蘭語：Васине），是烏克蘭中部的村莊，隸屬基洛夫格勒州的克羅皮夫尼茨基區。該村始建於1857年，面積2.08平方公里，海拔高度166米，2001年人口248，人口密度每平方公里119.2人。